# Llista de tombes de la Vall dels Reis

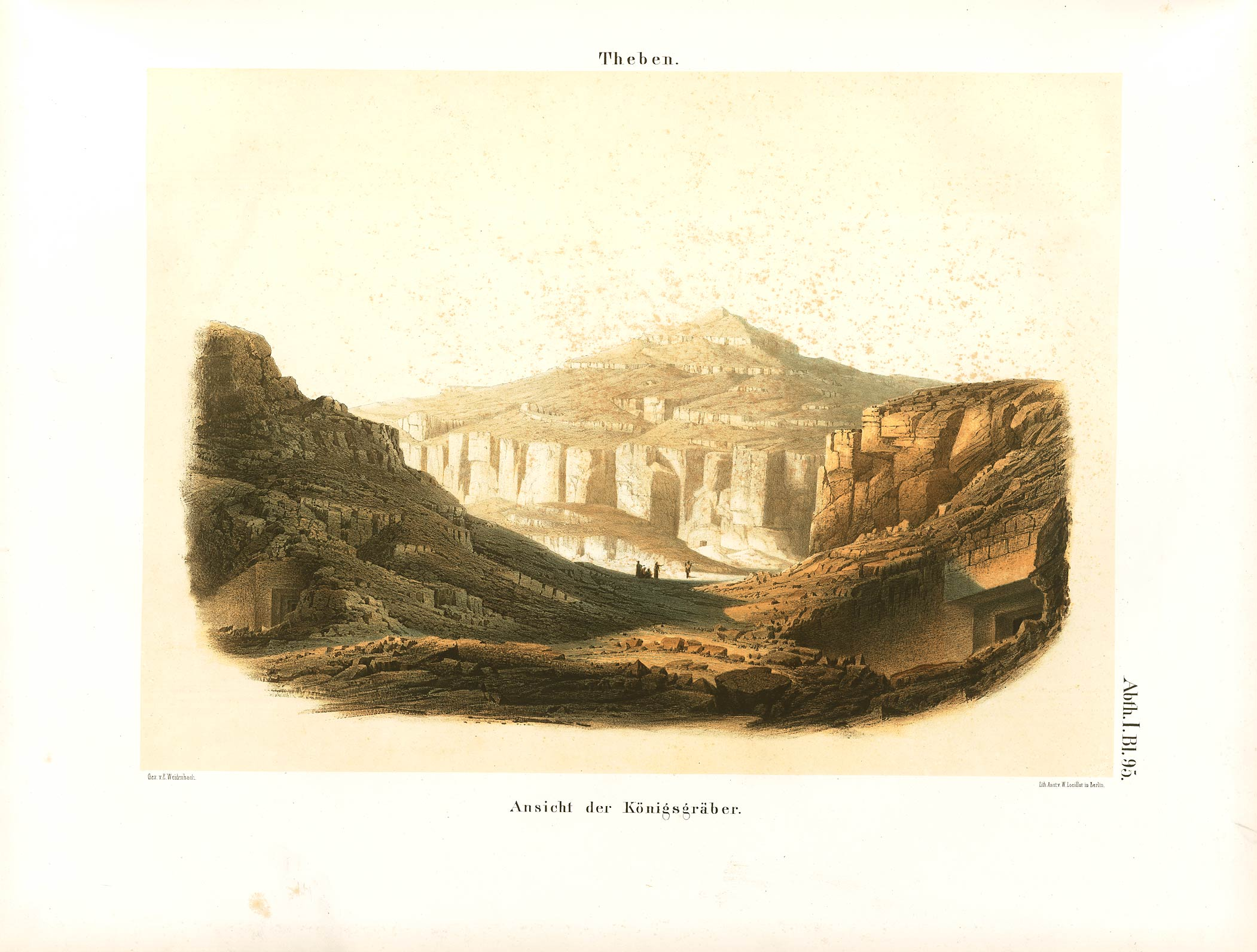
La Vall dels Reis al s.XIX, dibuix de Lepsius

Aquesta llista inclou les tombes de les dues valls que componen la coneguda Vall dels Reis. Situada a la riba oest del riu Nil, a la necròpolis de Tebes, avui Luxor. No totes les tombes són dels faraons, també n'hi ha alguna de la família reial o d'algun noble o funcionari de molt alta categoria.
La nomenclatura de cada tomba individual va precedida per les sigles en anglès KV (Kings' Valley, Vall dels Reis), per a distingir-les de la resta de tombes d'altres zones d'Egipte, les de la Vall Occidental es poden trobar descrites substituint les sigles KV per WV (West Valley, Vall Occidental en anglès) i amb el mateix número, és una nomenclatura antiga que es pot trobar en manuals, articles, revistes i llibres antics ("KV" és la nomenclatura oficial, emprada pel Theban Mapping Project o TMP). L'ordre dels números correspon a l'ordre en què van ésser descoberts els hipogeus i es basa en la nomenclatura establerta per John Gardner Wilkinson a finals del s.xix.
El complex conté les tombes del següents faraons:

## Vall Oriental

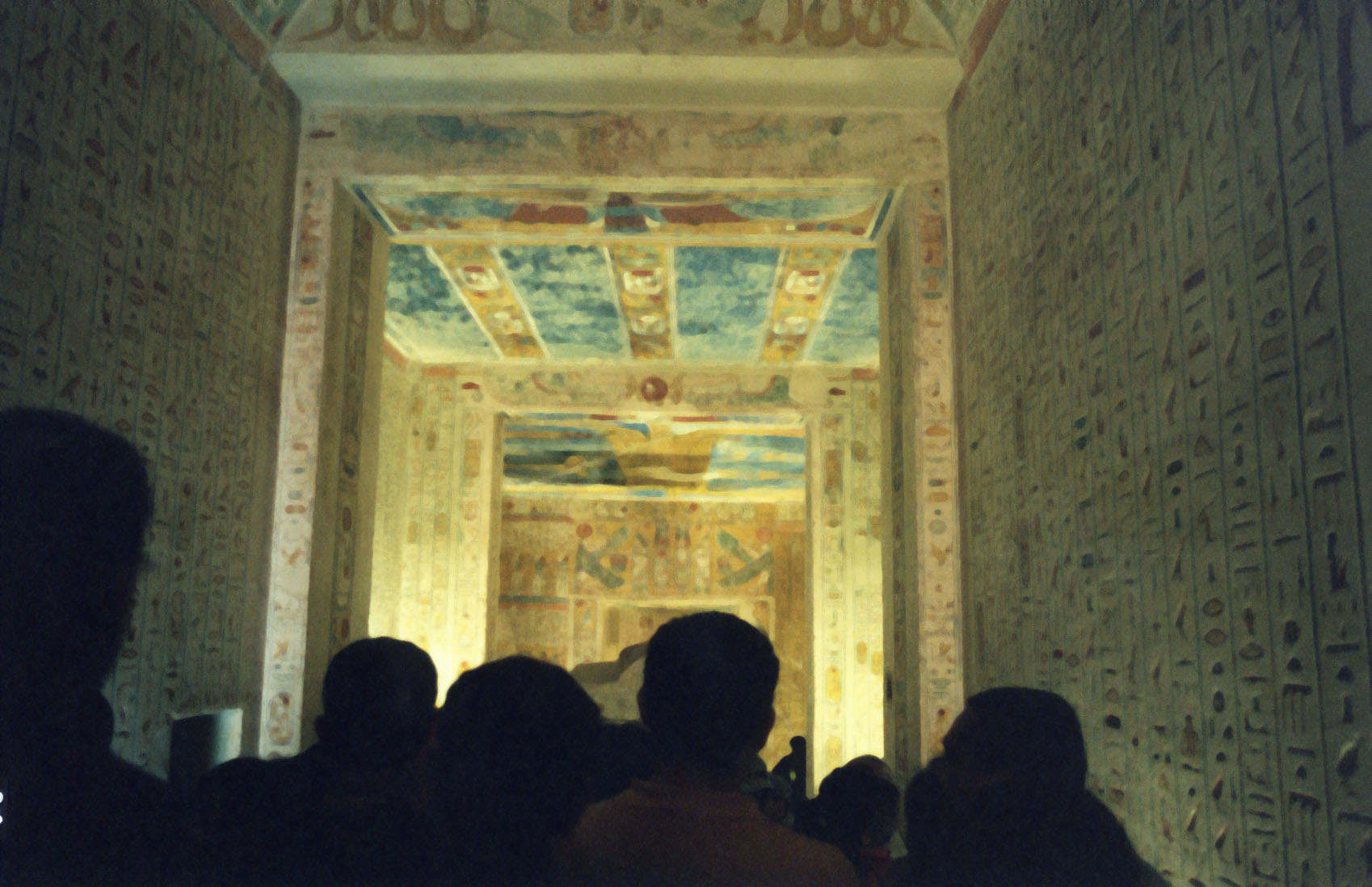

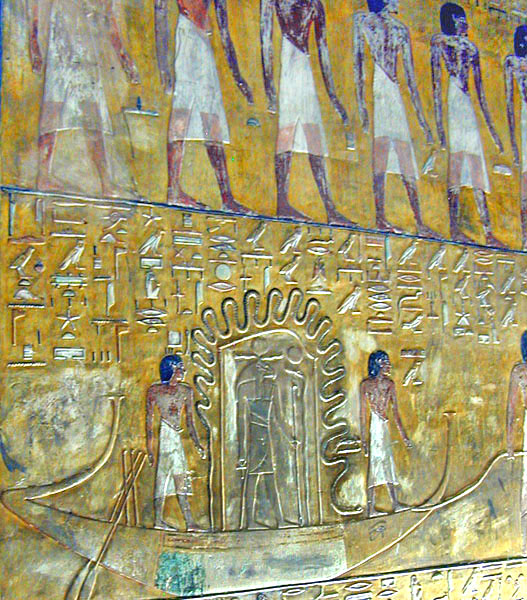

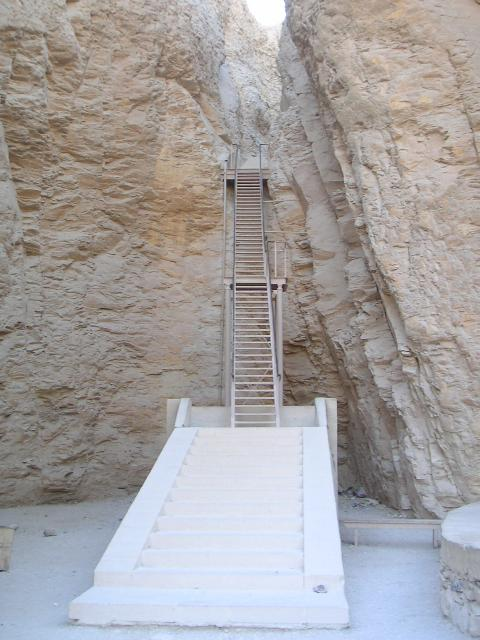

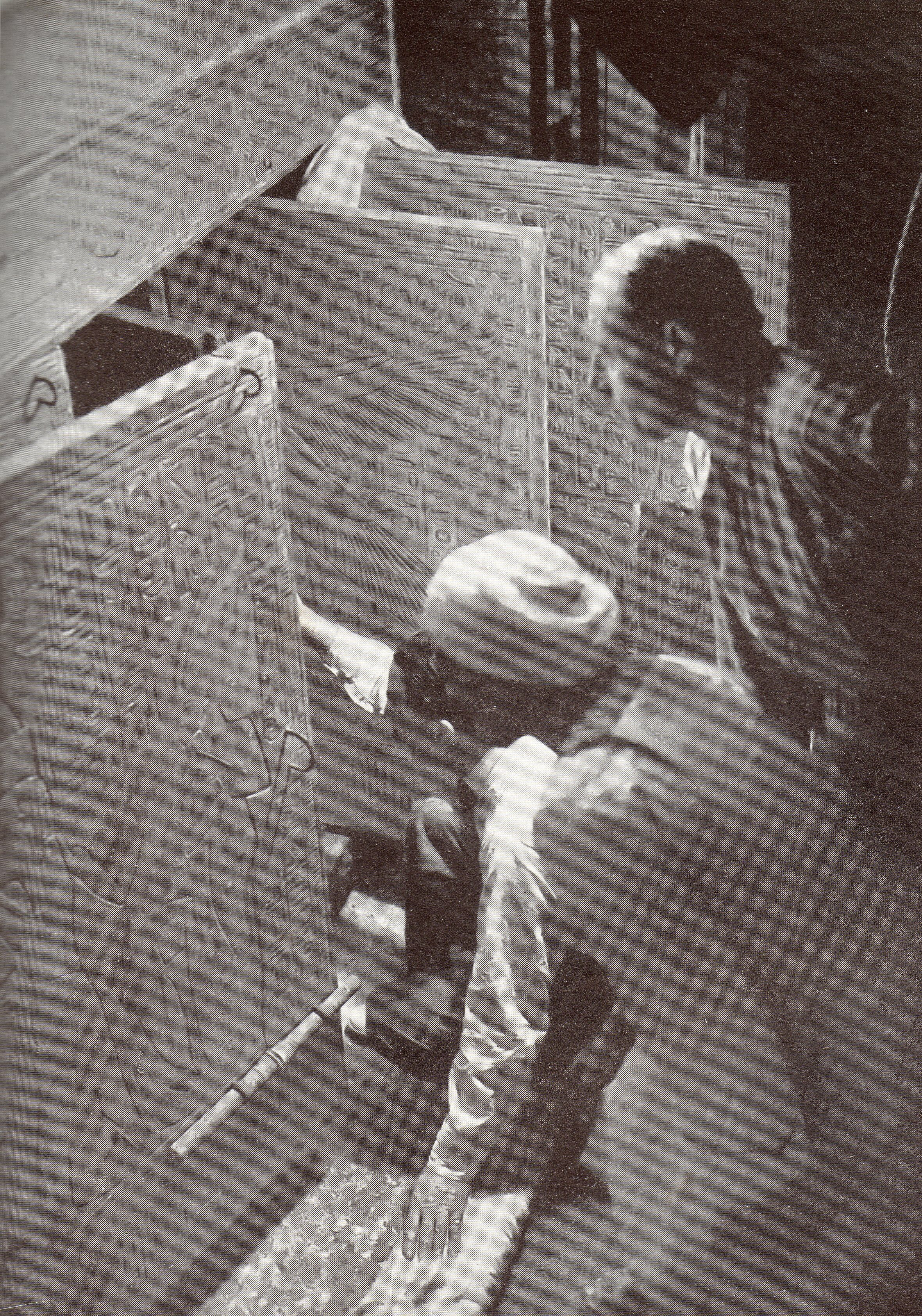

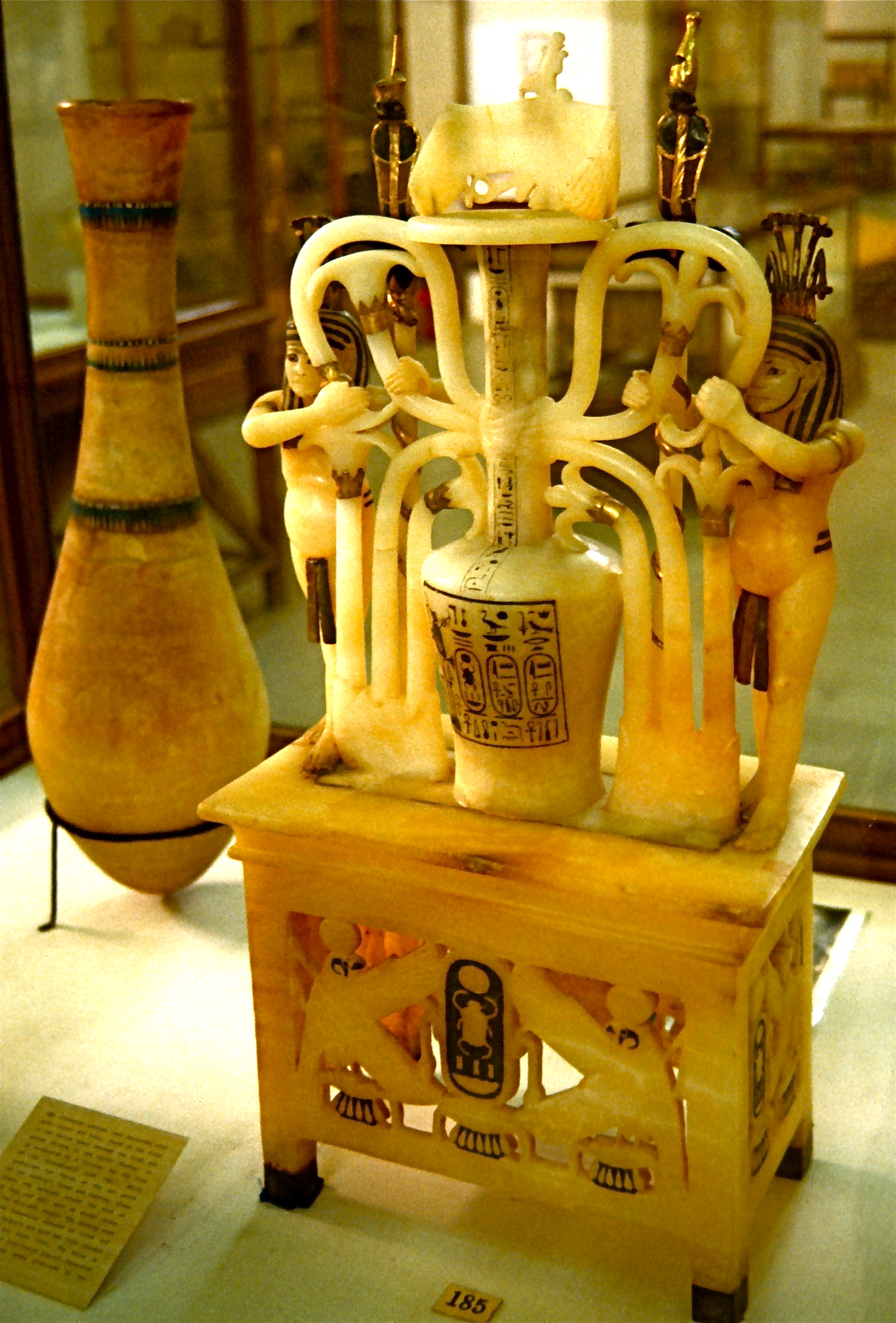

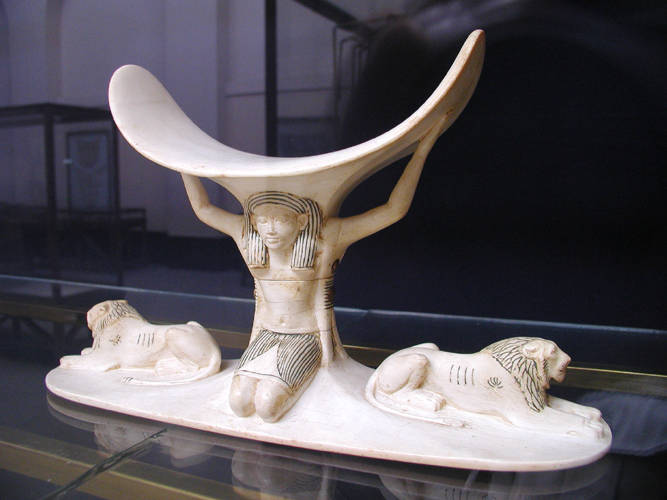

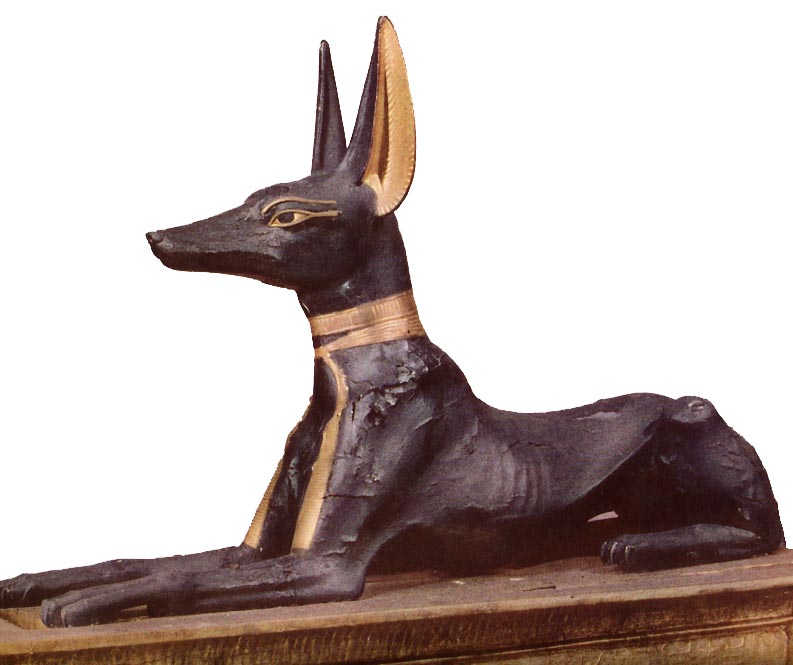

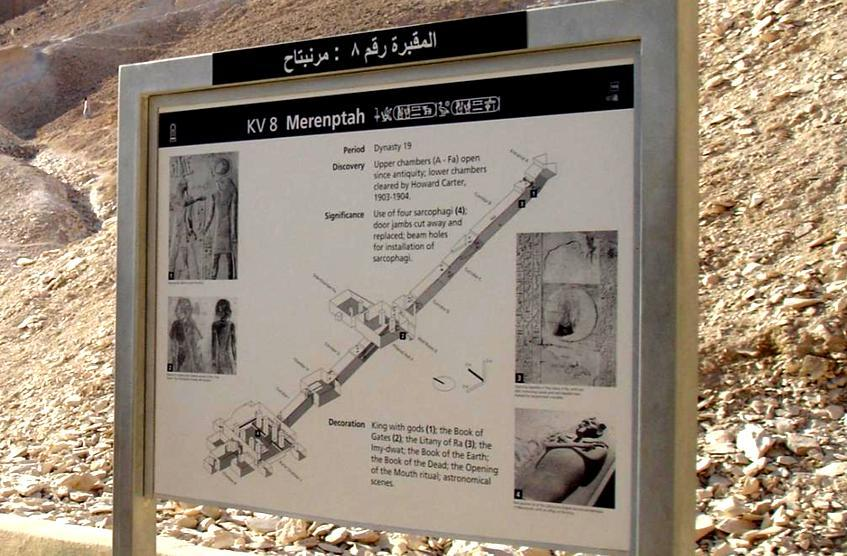

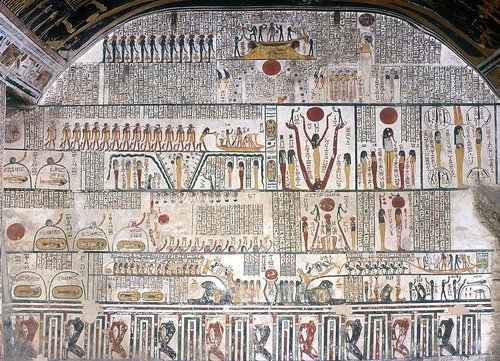

La més coneguda i visitada pels turistes.
| Número                                         | Nom | Època                 | Comentaris |
| ---------------------------------------------- | --- | --------------------- | --- |
| KV1                                            | Ramsès VII | Dinastia XX           | |
| KV2                                            | Ramsès IV | Dinastia XX           | |
| KV3                                            | Fill de Ramsès III                                                                                             | Dinastia XX           | |
| KV4                                            | Ramsès XI | Dinastia XX           | |
| KV5                                            | Fills de Ramsès II                                                                                             | Dinastia XIX          | Les excavacions liderades pel Dr. Kent Weeks han desenterrat ja fins a 120 cambres, i encara continuen avui dia. És possiblement la tomba més gran de la vall. |
| KV6                                            | Ramsès IX | Dinastia XX           | |
| KV7                                            | Ramsès II | Dinastia XIX          | |
| KV8                                            | Merenptah | Dinastia XIX          | |
| KV9                                            | Ramsès V i Ramsès VI                                                                                           | Dinastia XX           | També se l'anomena Tomba de Mèmnon o La Tombe de la Métempsychose. |
| KV10                                           | Amenmesse | Dinastia XX           | |
| KV11                                           | Ramsès III | Dinastia XX           | També anomenada Tomba de Bruce. Els treballadors que la van construir van topar accidentalment amb la tomba KV10 mentre excavaven. |
| KV12                                           | Desconegut | Dinasties XVIII i XIX | Probablement es va utilitzar com a hipogeu familiar. |
| KV13                                           | Djati o Conseller reial Bay. Més tard Amenherkhepshef, fill de Ramsès VI i Mentuherkhepshef, fill de Ramsès IX | Dinasties XIX i XX    | |
| KV14                                           | Tausret, reutilitzada temps després per Setnakht                                                               | Dinasties XIX i XX    | |
| KV15                                           | Seti II | Dinastia XIX          | |
| KV16                                           | Ramsès I | Dinastia XIX          | |
| KV17                                           | Seti I | Dinastia XIX          | També anomenada Tomba de Belzoni, Tomba d'Apis, o la tomba de Psammis, fill de Necho. Actualment i des de ja fa uns anys, aquesta tomba està tancada al públic. És la tomba més ben decorada de la vall, també és la més llarga fins ara (encara no s'ha acabat d'excava la KV5, que la podria superar). Conté un passadís molt llarg i inclinat del qual es desconeix el final. Quan Belzoni la va descobrir, hi va trobar diversos objectes deixats allà pels constructors. Conté els textos religiosos més importants, com el Llibre dels Morts, el Llibre de les Portes i la Cerimònia d'Obertura de la Boca, entre d'altres. |
| KV18                                           | Ramsès X | Dinastia XX           | |
| KV19                                           | Mentuherkhepshef                                                                                               | Dinastia XX           | |
| KV20                                           | Tuthmosis I i Hatshepsut                                                                                       | Dinastia XVIII        | Possiblement la primera tomba que es va construir a la Vall. |
| KV21                                           | Desconegut | Dinastia XVIII        | És la tomba més representativa dels enterraments de membres de la familia reial de la dinastia XVIII. |
| KV26, KV29, KV31, KV33, KV37, KV40, KV44, KV59 | Desconeguts | Imperi Nou            | No es coneixen ni les funcions ni els propietaris d'aquests hipogeus. |
| KV27                                           | Desconegut | Imperi Nou            | El disseny de la tomba és extremadament curiós, té múltiples cambres en diverses direccions, sembla un assaig de la tomba KV5. També recorda les tombes KV12 i KV30. És possible que sigui de l'època ramessida. |
| KV28                                           | Desconegut | Imperi Nou            | La tomba només ha estat parcialment excavada. |
| KV30                                           | Desconegut | Dinastia XX           | Anomenada Tomba de Lord Belmore. |
| KV32                                           | Tiaa, esposa d'Amenofis II / Amenhotep II                                                                      | Dinastia XVIII        | |
| KV34                                           | Tuthmosis III                                                                                                  | Dinastia XVIII        | Destaquen els murals de les parets, amb un estil molt particular, recorden un còmic actual de traç simplificat. |
| KV35                                           | Amenofis II | Dinastia XVIII        | Tomba molt innovadora en el seu disseny. Es va fer servir de magatzem de més d'una dotzena de mòmies reials durant el Tercer Període Intermedi, a moltes se les va identificar perquè duien el nom escrit a les benes de lli. Entre elles hi havia les mòmies de Tuthmosis IV, Seti II i de Ramsès IV, Ramsès V i Ramsès VI. |
| KV36                                           | Maiherpri | Dinastia XVIII        | Un noble de l'època de Hatshepsut. |
| KV38                                           | Tuthmosis I | Dinastia XVIII        | És possible que la fessin construir Tuthmosis III o Hatshepsut a posteriori i que hi traslladessin Tuthmosis I des de la seva tomba original. |
| KV39                                           | Possiblement la tomba d'Amenhotep I                                                                            | Dinastia XVIII        | |
| KV41                                           | Desconegut | Dinastia XVIII        | Potser va pertànyer a Tetisheri. |
| KV42                                           | Reina Hatshepsut-Meryetre                                                                                      | Dinastia XVIII        | |
| KV43                                           | Tuthmosis IV                                                                                                   | Dinastia XVIII        | |
| KV45                                           | Userhet | Dinastia XVIII        | Tomba d'un noble. |
| KV46                                           | Yuya i Tjuyu                                                                                                   | Dinastia XVIII        | Pares de la reina Tiy. Fins al descobriment de la tomba de Tutankhamon, aquesta era la més ben conservada de tota la vall. |
| KV47                                           | Siptah | Dinastia XIX          | |
| KV48                                           | Amenemopet anomenat Pairy                                                                                      | Dinastia XVIII        | Tomba d'un noble. |
| KV49                                           | Desconegut | Dinastia XVIII        | És possible que només es tractés d'un magatzem. |
| KV50,KV51, KV52                                | Desconegut | Dinastia XVIII        | És la tomba d'una col·lecció d'animals de companyia, possiblement d'Amenofis II, la tomba del qual no queda gaire lluny. |
| KV53                                           | Desconegut | Imperi Nou            | |
| KV54                                           | Desconegut | Dinastia XVIII        | Es creu que aquí van embalsamar a en Tutankhamon. |
| KV55                                           | Smenkhkare/Akhenaton                                                                                           | Dinastia XVIII        | És possible que es tracti d'un altre magatzem de mòmies, i també és possible que en alguna època hagués servit per a enterrar diversos membres de la familia reial d'Amarna, com Tiy i Smenkhkare o Akhenaton. |
| KV56                                           | Desconegut | Dinastia XIX          | Coneguda com la Tomba de l'Or, se'n desconeix el propietari. S'hi van trobar objectes amb els noms de Ramsès II, Seti II i Tausret. |
| KV57                                           | Horemheb | Dinastia XVIII        | Probablement la segona tomba més espectacular després de la de Seti I, és relativament poc coneguda. A nivell arquitectònic, torna a les primeres èpoques de la vall, amb innovacions i millores respecte al disseny inicial. És la primera tomba on hi ha representat el Llibre de les Portes. |
| KV58                                           | Desconegut | Dinastia XVIII        | Coneguda com la Tomba del Carro. Es van trobar uns llàmines de pa d'or amb els noms de Tutankhamon i d'Ay |
| KV60                                           | Sitre In | Dinastia XVIII        | Mainadera reial de Hatshepsut |
| KV61                                           | Desconegut | Imperi Nou            | És possible que no s'arribés a utilitzar mai. |
| KV62                                           | Tutankhamon | Dinastia XVIII        | Possiblement el major descobriment de l'arqueologia occidental moderna. Howard Carter va descobrir el primer esglaó de l'escala el 4 de novembre del 1922 i l'obertura oficial va ser el 29 d'aquell mes, les feines de neteja i conservació van durar fins al 1932. La tomba de Tutankhamon, un faraó de poca importància, va ser la primera tomba reial descoberta pràcticament intacta (tot i que hi havien entrat lladres en l'època faraònica, però es va refer la porta i es va tornar a segellar). L'egiptòleg va trobar la tomba sepultada sota les restes d'unes cabanes d'obrers de l'època ramessida. Els tresors que s'hi van trobar són espectaculars i fan pensar en els grans tresors perduts de faraons molt més destacats. Alguns membres de l'equip de Carter, inclòs el mecenes Lord Carnarvon, van morir poc després, fet que va original la llegenda negra de la "Maledicció dels faraons". |
| KV63                                           | Desconegut | Dinastia XVIII        | No se sap per a què servia. Potser no és ni una tomba. |
| KV64                                           | Desconegut | Imperi Nou            | Sembla l'entrada a una tomba, es va descobrir el juliol del 2008 |
| KV65                                           | Desconegut | Imperi Nou            | Sembla l'entrada a una tomba, es va descobrir el juliol del 2008 |
| KVB – KVT                                      | Desconegut | Imperi Nou            | Són fosses on no s'hi va enterrar ningú, és possible que fossin excavacions inicials de tombes inacabades o potser havien de servir de magatzmem addicional d'alguna tomba reial. |

## Vall Occidental

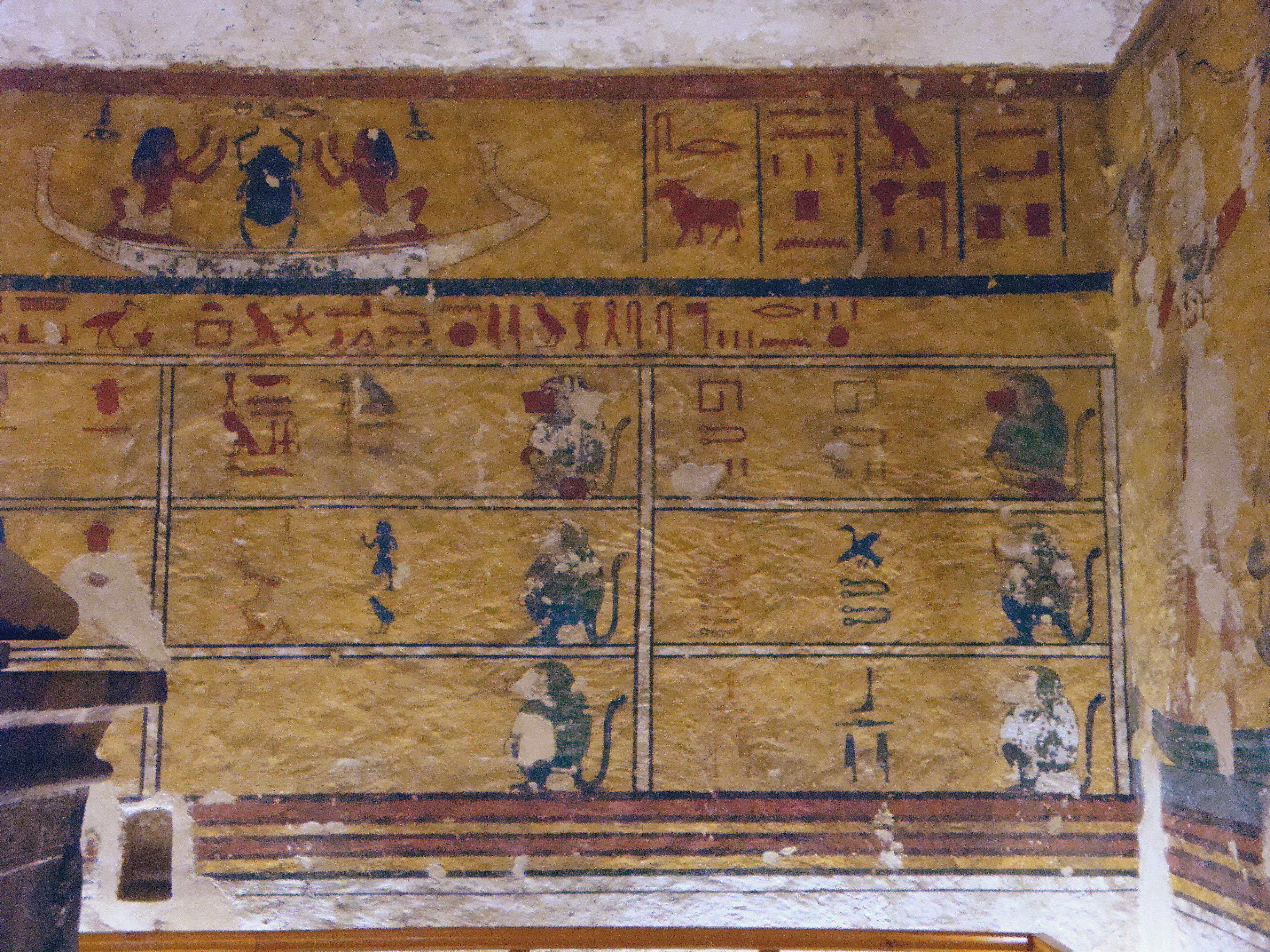
KV23, Tomba del Faraó Ay

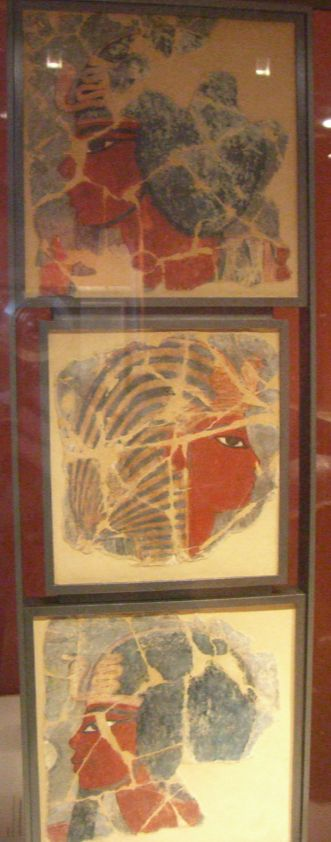
Retrats d'Amenofis III de la KV22, ara al Louvre

Només hi ha cinc sepulcres o fosses en aquesta vall.
| Número | Núm. Altern. | Nom          | Època          | Comentaris |
| ------ | ------------ | ------------ | -------------- | --- |
| KV22   | WV22         | Amenofis III | Dinastia XVIII | És la tomba d'un dels grans reis d'Egipte, de l'Imperi Nou. S'ha estat estudiant últimament, però no està oberta al públic.                                                     |
| KV23   | WV23         | Ay           | Dinastia XVIII | És l'única tomba oberta al públic de la Vall Occidental. |
| KV24   | WV24         | Desconegut   | Dinastia XVIII | És una tomba inacabada i no pertany a cap faraó. Es va reutilitzar fins a cinc vegades durant la dinastia XXII.                                                                 |
| KV25   | WV25         | Desconegut   | Dinastia XVIII | Es creu que es va començar a construir per a Akhenaton, però no es va acabar mai. Va ser reutilitzada, com a mínim, per a vuit enterraments durant el tercer període intermedi. |
| KVA    | WVA          | Desconegut   | Dinastia XVIII | Va servir de magatzem per a la tomba d'Amenofis III, que està al costat. |

## Altres nomenclatures

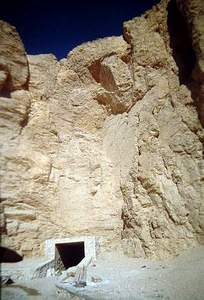
Entrada a la tomba KV1, de Ramsès VII.

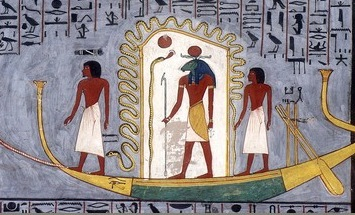
Decoració del Llibre de les portes a la KV16.

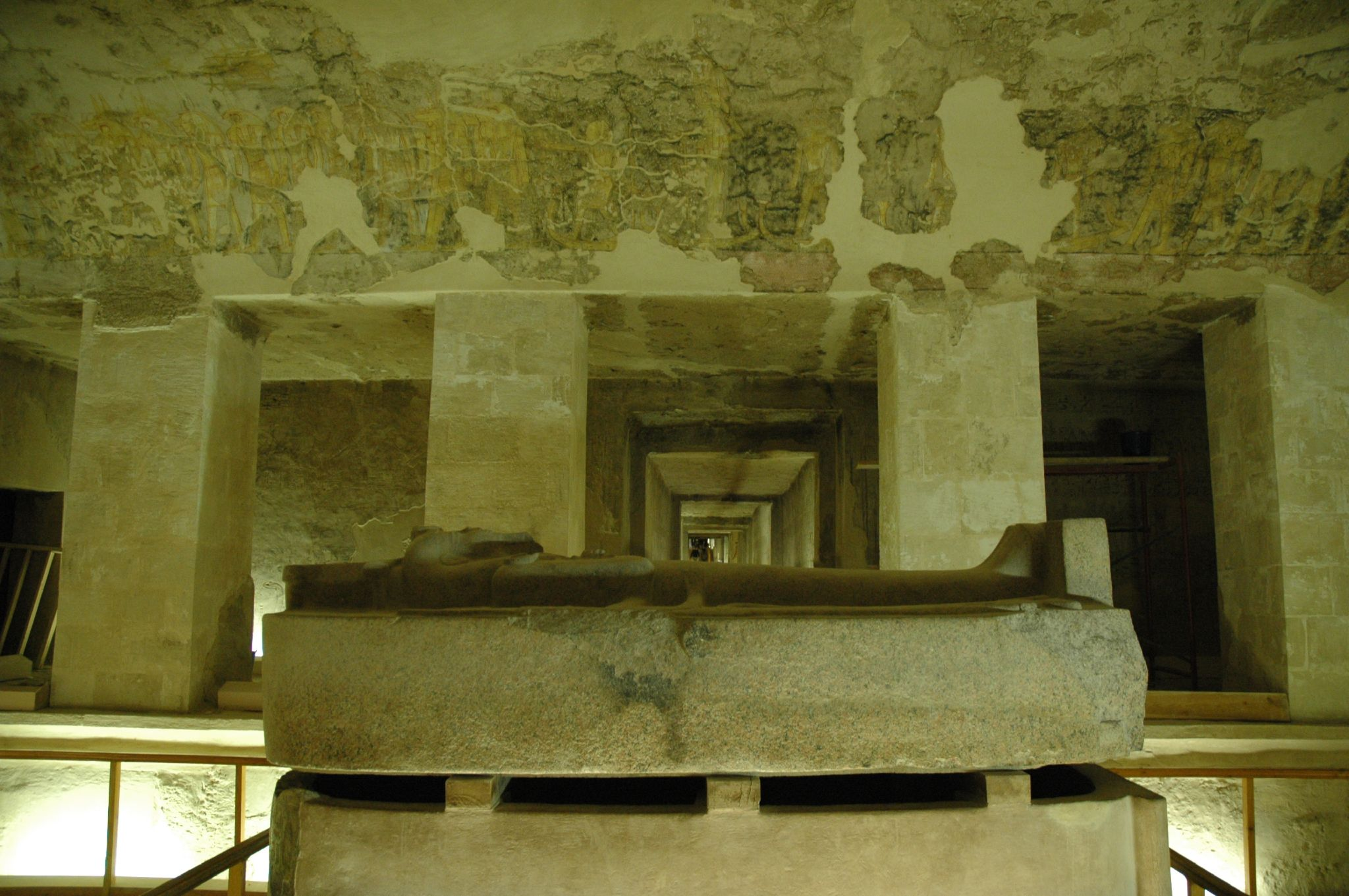
Sarcòfag de Ramsès III dins la seva tomba.

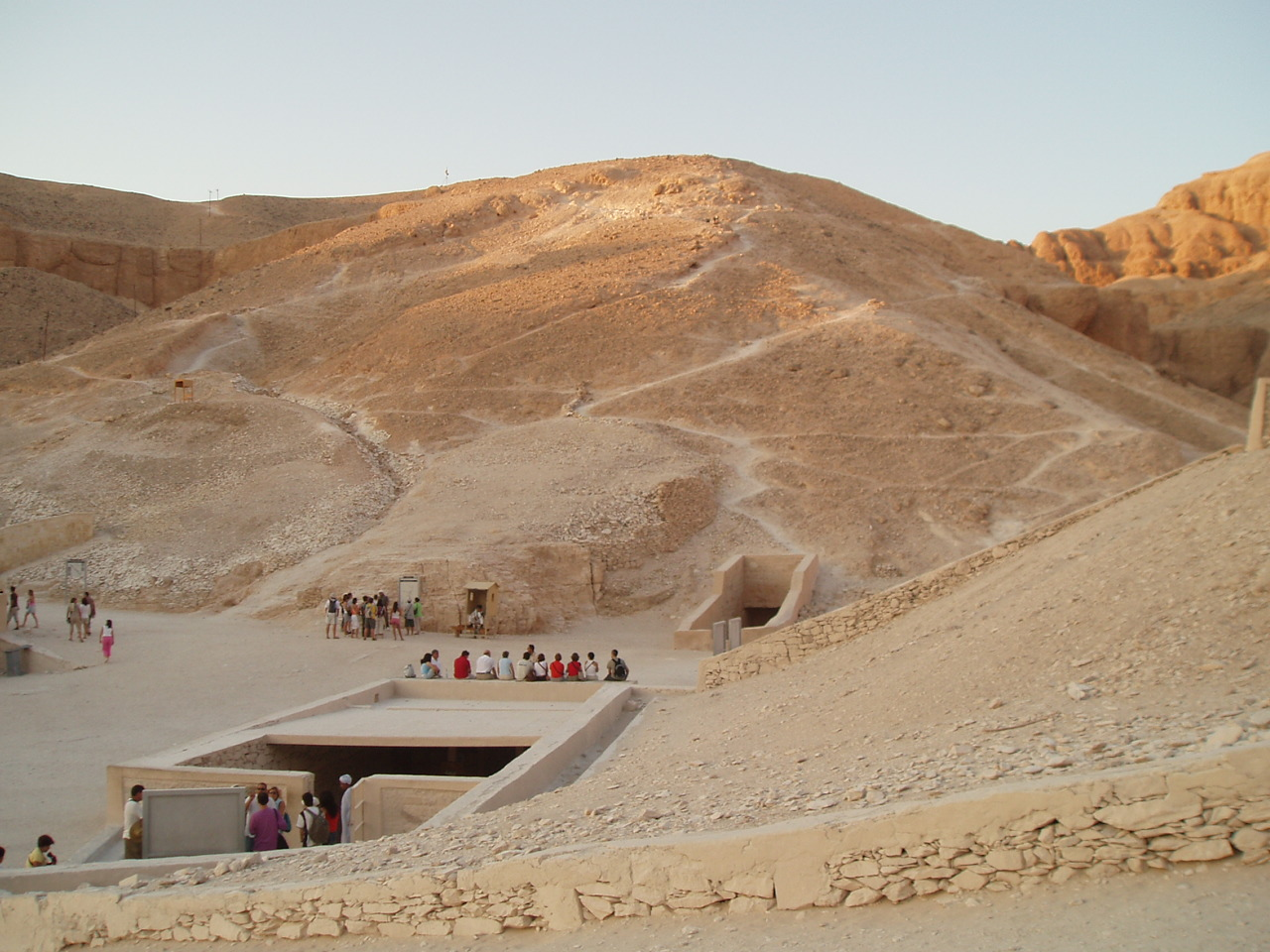
Vall dels Reis amb l'entrada a la tomba del faraó Tutankhamon en primer plà.

- Pococke: Richard Pococke, visita a Tebes el 1739.
- Description: Expedició egípcia de l'equip d'experts de Napoleó Bonaparte, 1799, publicat a la Description de l'Égypte.
- Champollion: Jean-François Champollion, investigació a Tebes el 1829.
- Burton: James Burton, tombes a partir del 1825.
- Lepsius: Karl Richard Lepsius, investigació a Tebes, del 1844 al 1845.
- Belzoni: Giovanni Battista Belzoni, tombes a partir del 1816.
- Hay: Robert Hay, investigacions a Tebes durant els anys vint i trenta (s. XIX).

| Actual      | Pococke    | Description | Champollion | Burton | Lepsius | Belzoni | Hay |
| ----------- | ---------- | --- | ----------- | ------ | ------- | ------- | --- |
| KV1         | A          | Ier Tombeau à l'ouest (1ª tomba a l'oest)                                                                            | 7           | O      | 1       | -       | 1   |
| KV2         | B (Plan A) | IIe Tombeau à l'ouest (2ª tomba a l'oest)                                                                            | 13          | N      | 2       | -       | 2   |
| KV3         | O (Plan N) | Ier Tombeau à l'est (1ª tomba a l'est)                                                                               | 5           | P      | 3       | -       | 3   |
| KV4         | -          | IIe Tombeau à l'est (2ª tomba a l'est)                                                                               | -           | Q      | 4       | -       | 4   |
| KV5         | -          | Commencement d'excavation ou grotte bouchée (Començament d'una excavació o cova foradada)                            | -           | M      | 5       | -       | 8   |
| KV6         | N(?)       | IIIe Tombeau a l'est (3ª tomba a l'est)                                                                              | 12          | L      | 6       | -       | 9   |
| KV7         | C          | Commencement d'excavation ou grotte fermée (Començament d'una excavació o cova tancada)                              | 8           | K      | 7       | -       | 10  |
| KV8         | D (Plan B) | IIIe Tombeau à l'ouest (3ª tomba a l'oest)                                                                           | -           | I      | 8       | -       | 14  |
| KV9         | E (Plan C) | IVe Tombeau à l'ouest (4ª tomba a l'oest)                                                                            | -           | H      | 9       | -       | 15  |
| KV10        | L (Plan L) | IVe Tombeau à l'est (4ª tomba a l'est)                                                                               | 1           | G      | 10      | -       | 16  |
| KV11        | K (Plan K) | Ve Tombeau à l'est (5ª tomba a l'est)                                                                                | -           | F      | 11      | -       | 17  |
| KV12        | F          | - | -           | E      | 12      | -       | 18  |
| KV13        | G(?)       | Commencement d'excavation ou grotte fermée (Començament d'una excavació o cova tancada)                              | -           | D      | -       | -       | 19  |
| KV14        | H (Plan G) | Ve Tombeau à l'ouest (5ª tomba a l'oest)                                                                             | 9           | C      | 14      | -       | 20  |
| KV15        | I (Plan H) | VIe Tombeau à l'ouest (6ª tomba a l'oest)                                                                            | 10          | B      | 15      | -       | 21  |
| KV16        | -          | - | 2           | X      | 16      | 3       | 11  |
| KV17        | -          | - | 3           | W      | 17      | 6       | 12  |
| KV18        | M (Plan M) | Excavation commencée (Excavació començada)                                                                           | 4           | U, V   | 18      | -       | 13  |
| KV19        | -          | - | 11          | S      | 19      | 5       | 6   |
| KV20        | -          | Commencement de grotte taillée circulairement dans le rocher (Començament d'una cova tallada circularment a la roca) | -           | R      | 20      | -       | 7   |
| KV21        | -          | - | -           | -      | -       | 4       | -   |
| KV22 (WV22) | -          | Tombeau isolé de l'ouest (Tomba isolada a l'oest)                                                                    | -           | a      | 22      | -       | -   |
| KV23 (WV23) | -          | - | -           | b      | 23      | 1       | -   |
| KV24 (WV24) | -          | - | -           | -      | -       | -       | -   |
| KV25 (WV25) | -          | - | -           | -      | -       | 2       | -   |
| KV26        | -          | - | -           | -      | -       | -       | 22  |
| KV27        | -          | - | -           | -      | -       | -       | -   |
| KV28        | -          | - | -           | -      | -       | -       | -   |
| KV29        | -          | - | -           | -      | -       | -       | -   |
| KV30        | -          | - | -           | -      | -       | 7       | 23  |
| KV31        | -          | - | -           | -      | -       | 7       | 24  |